# BLS BCFe 4/8

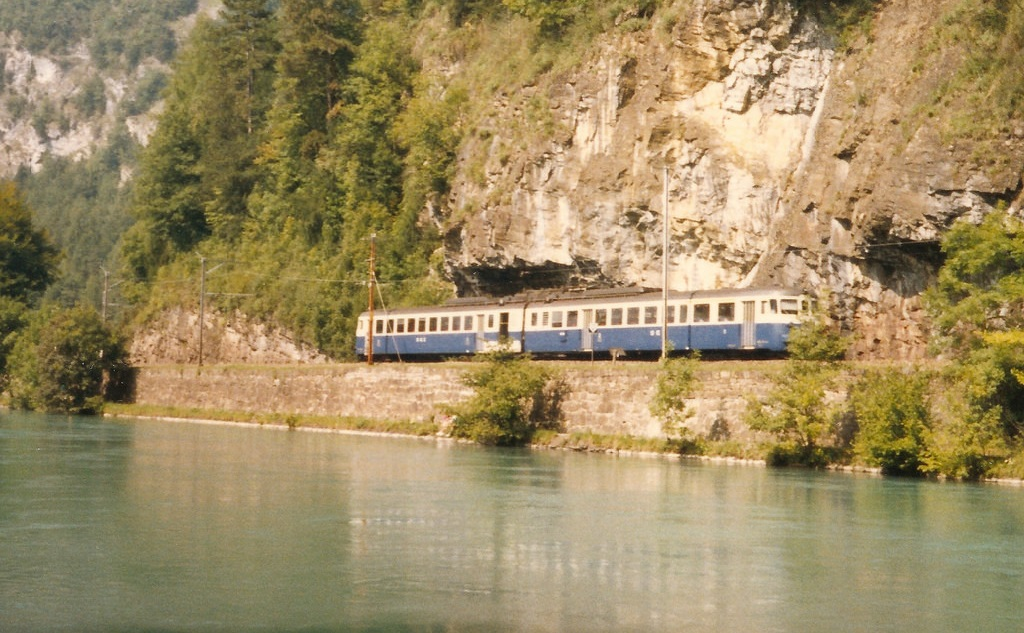
SEZ-Triebwagen ABDe 4/8 741 am Aarekanal in Interlaken

| BLS-Gruppe BCFe 4/8 / ABDe 4/8 | BLS-Gruppe BCFe 4/8 / ABDe 4/8     | BLS-Gruppe BCFe 4/8 / ABDe 4/8     | BLS-Gruppe BCFe 4/8 / ABDe 4/8     | BLS-Gruppe BCFe 4/8 / ABDe 4/8     |
| ------------------------------ | ---------------------------------- | ---------------------------------- | ---------------------------------- | ---------------------------------- |
| Bauartbezeichnung:             | BCFe 4/8                           | BCFe 4/8                           | BCFe 4/8                           | ABDe 4/8                           |
| Nummerierung:                  | SEZ 741 GBS 742 BN 743             | BLS 746–748                        | BLS 749–750                        | BLS 751 SEZ 752 GBS 753 BN 754–755 |
| Hersteller:                    | SIG, SAAS                          | SIG, BBC, SAAS, BLS                | SIG, BBC, SAAS, BLS                | SIG, BBC                           |
| Baujahr:                       | 1945–1946                          | 1954–1955                          | 1957                               | 1964                               |
| Achsformel:                    | 2’B0’ + B0’2’                      | 2’B0’ + B0’2’                      | 2’B0’ + B0’2’                      | 2’B0’ + B0’2’                      |
| Länge über Puffer:             | 46'800 mm                          | 47'800 mm                          | 47'300 mm                          | 47'800 mm                          |
| Gesamtradstand:                | 42'800 mm                          | 43'400 mm                          | 43'400 mm                          | 43'400 mm                          |
| Dienstmasse:                   | 85 t                               | 85 t                               | 90 t                               | 96 t                               |
| Reibungsmasse:                 | 55 t                               | 55 t                               | 60 t                               | 62 t                               |
| Höchstgeschwindigkeit:         | 110 km/h                           | 125 km/h                           | 125 km/h                           | 125 km/h                           |
| Stundenleistung:               | 706 kW (960 PS)                    | 1177 kW (1600 PS)                  | 1177 kW (1600 PS)                  | 1177 kW (1600 PS)                  |
| Anfahrzugkraft:                | 59 kN                              | 98 kN                              | 98 kN                              | 98 kN                              |
| Stundenzugkraft:               | 29 kN bei 86 km/h                  | 59 kN bei 75 km/h                  | 59 kN bei 75 km/h                  | 59 kN bei 75 km/h                  |
| Triebraddurchmesser:           | 920 mm                             | 1100 mm                            | 1100 mm                            | 1100 mm                            |
| Laufraddurchmesser:            | 910 mm                             | 920 mm                             | 910 mm                             | 910 mm                             |
| Anzahl Fahrmotoren:            | 4                                  | 4                                  | 4                                  | 4                                  |
| Übersetzungsverhältnis:        | 1 : 3,842                          | 1 : 4,27                           | 1 : 4,27                           | 1 : 4,27                           |
| Sitzplätze:                    | 16+2 (2. Klasse) 120+6 (3. Klasse) | 18+2 (2. Klasse) 114+2 (3. Klasse) | 24+2 (2. Klasse) 104+4 (3. Klasse) | 24+2 (1. Klasse) 88+14 (2. Klasse) |

Die BCFe 4/8, ab 1962 als ABDe 4/8 bezeichnet, waren Doppeltriebwagen der BLS-Gruppe mit zwei angetriebenen Drehgestellen in der Mitte des Fahrzeugs. Die wie ihre Vorgänger auch „Blaue Pfeile“ genannten Triebwagen unterschieden sich technisch als auch optisch, stellten aber eine frei austauschbare Serie dar. Sie bewältigten einen Grossteil des Regionalverkehrs und wurden für Ausflugsfahrten nach Stresa und durch die Schweiz eingesetzt.
Weil das Platzangebot der bewährten Gliederzüge BCFZe 4/6 und CFZe 2/6 dem Fahrgastaufkommen nicht immer gewachsen war, beschaffte die BLS-Gruppe von 1945 bis 1964 insgesamt 13 Triebwagen des Typs ABDe 4/8, welche viele Jahre zum Bild der BLS-Gruppe gehörten. Die meisten anderen Schweizer Privatbahnen verzichteten auf Doppeltriebwagen und setzten Pendelzüge mit Einzeltriebwagen ein, die auch einen Einsatz als Lokomotive erlaubten.
Mit der Einführung der UIC-Nummerierung erhielten die Fahrzeuge in den Datenbanken die Bezeichnung ABDe 535. Die ABDe 535 746–754 wurden zwischen 1999 und 2004 abgestellt und anschliessend verschrottet.

## BCFe 4/8 741–743

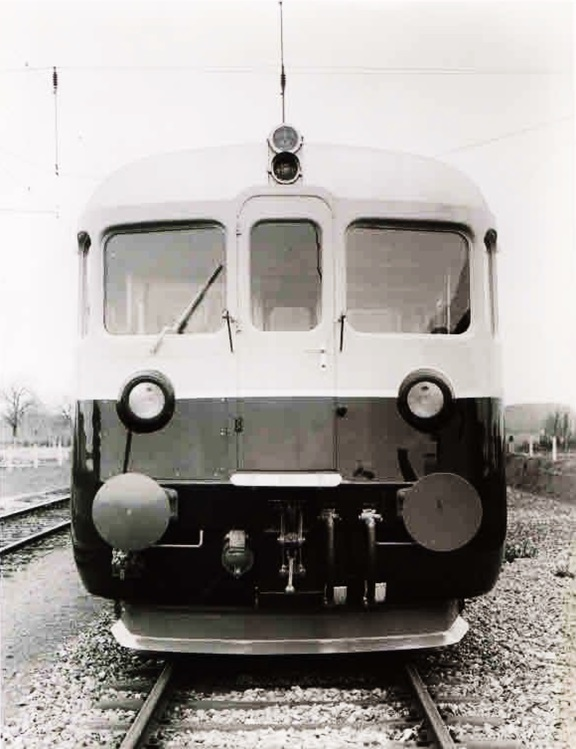
Stirnseite des BCFe 4/8 741

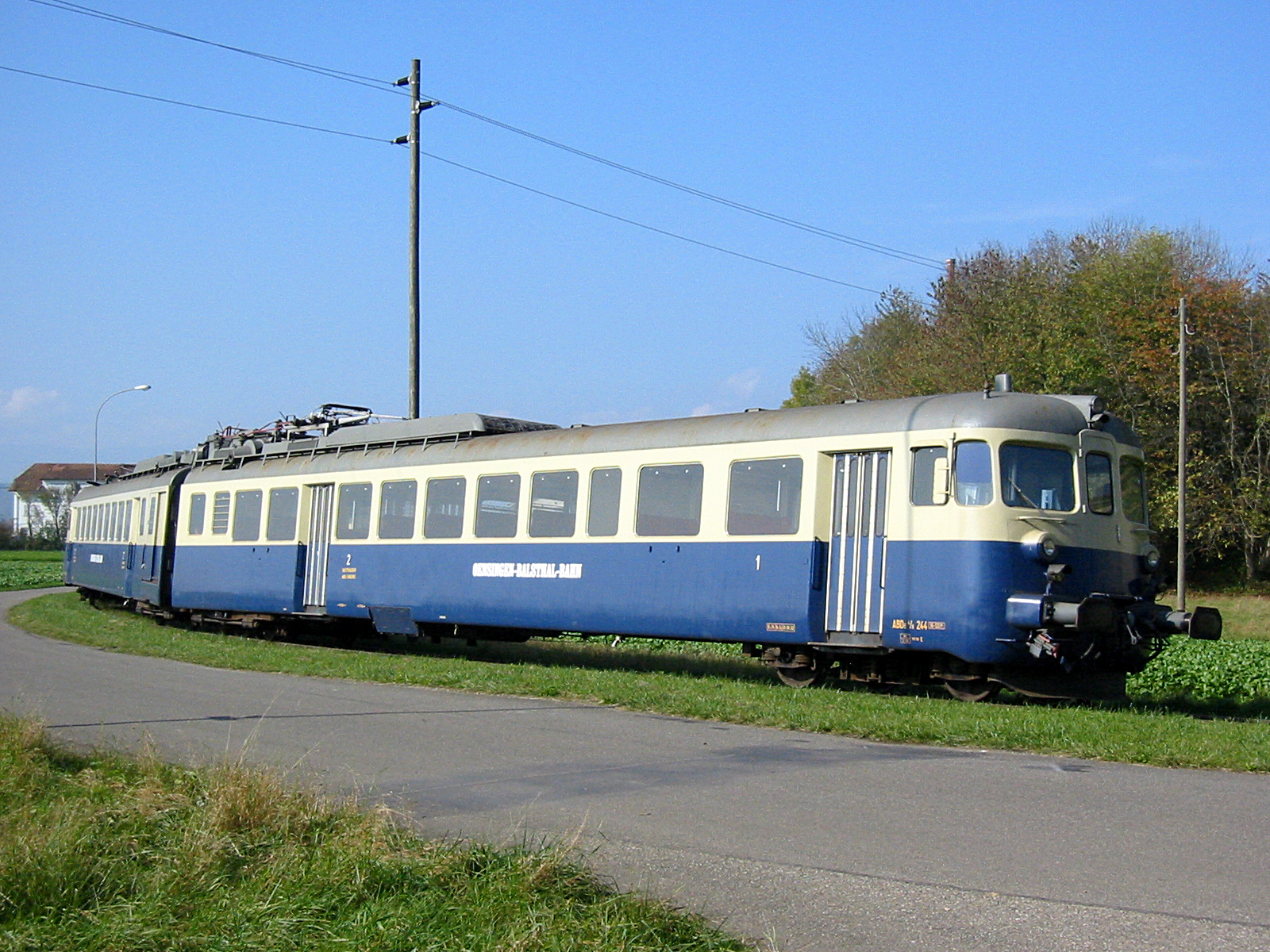
ABDe 4/8 Nr. 244 der OeBB, ursprünglich BCFe 742 der GBS, im Bahnmuseum Kerzers-Kallnach.

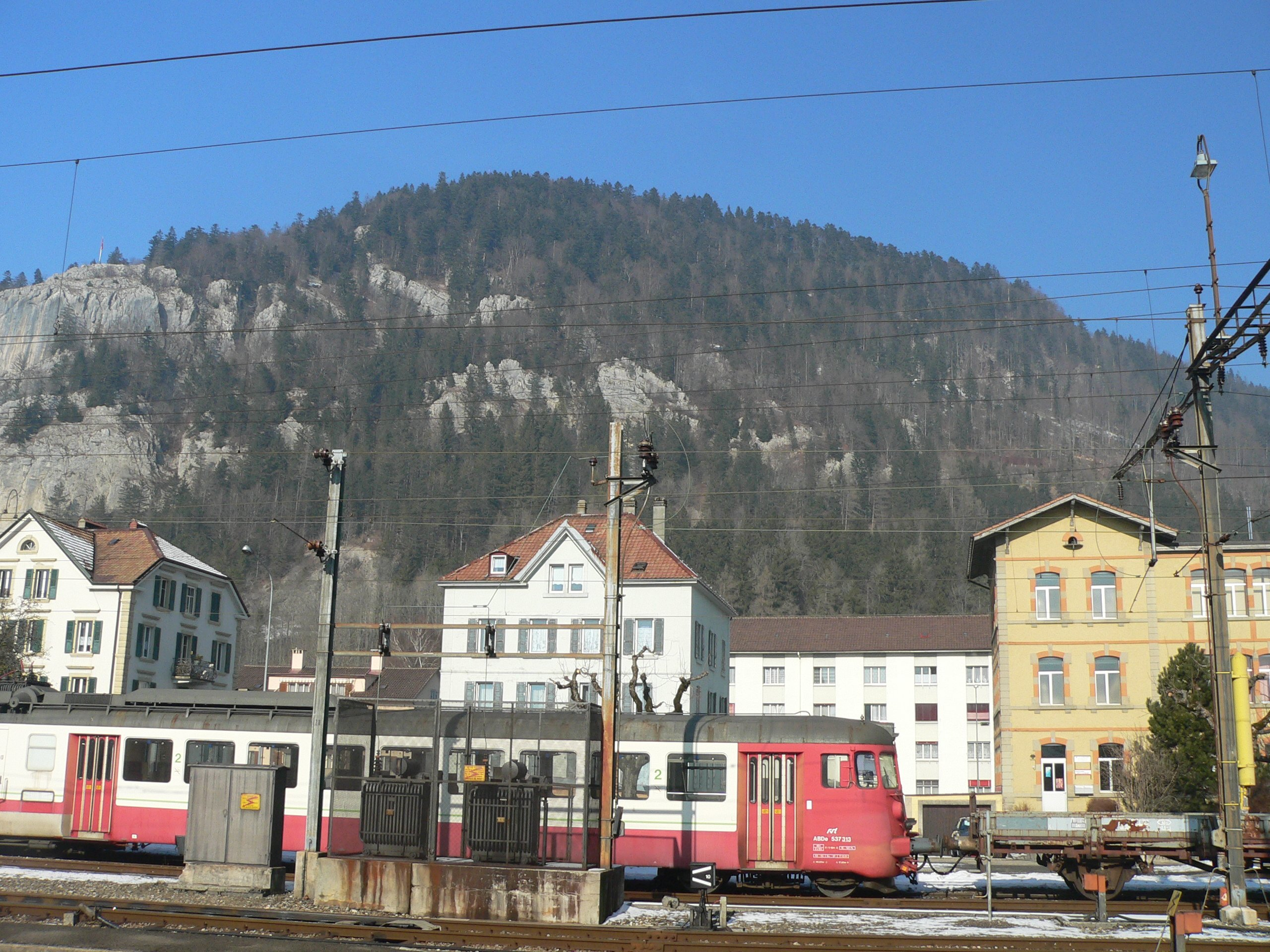
Der frühere BCFe 4/8 743 als ABDe 537 313 beim RVT.

Die drei Triebwagen der ersten Teilserie wurden für die SEZ, die GBS und die BN bestellt. Für deren Strecken genügte eine Höchstgeschwindigkeit von 110 km/h aus, leistungsmässig waren sie als Alleinfahrer konzipiert. Geliefert wurden diese Fahrzeuge durch die Société Anonyme des Ateliers de Sécheron (SAAS) und die Schweizerische Industriegesellschaft (SIG) in Neuhausen am Rheinfall.
Der BCFe 4/8 742 trug von 1947 bis 1951 versuchsweise einen hellblauen statt des ultramarinblauen Anstrichs. 1955 wurde bei allen Triebwagen ein Stromabnehmer entfernt und in der zweiten Klasse die Sitzanordnung von 3+2 auf 2+2 geändert. 1966/67 ersetzte man bei den nun als ABDe 4/8 bezeichneten Fahrzeugen die ursprünglichen SIG-Laufdrehgestelle mit Torsionsstabfederung durch Einheitswagen-Drehgestelle. Wegen des grösseren Raddurchmessers von 910 gegenüber 870 mm waren nun die Wagenenden leicht angehoben. Die ursprünglich vorhandene Vielfachsteuerung I wurde entfernt.
Ab den 1970er-Jahren verkehrten die Triebwagen der ersten Teilserie auf der Simmentalbahn und zwischen Spiez und Interlaken Ost. 1990 wurden die Triebwagen noch umnummeriert, um ihren Nachfolgern (RBDe 565 740–742) Platz zu machen. 1991 konnte auf die drei Fahrzeuge verzichtet werden und sie wurden endgültig abgestellt. Die ABDe 4/8 744 und 745, vormals 742 und 741, wurden 1992 an die Oensingen-Balsthal-Bahn (OeBB) verkauft, wo sie den nach einer Kollision ausrangierten BDe 2/8 203 ersetzten. Der ABDe 4/8 245 wurde 2005 abgebrochen, 244 2006 ausrangiert. Er wird seither als einziger Triebzug dieses Typs museal erhalten (EVN 94 85 7595 742-8 CH-VGBS). Der BDe 4/8 743 gelangte 1995 zum Régional du Val-de-Travers (RVT), wo er als ABDe 537 313 eingesetzt und 2007 ausrangiert wurde. Der Abbruch erfolgte erst 2018.

## BCFe 4/8 746–748

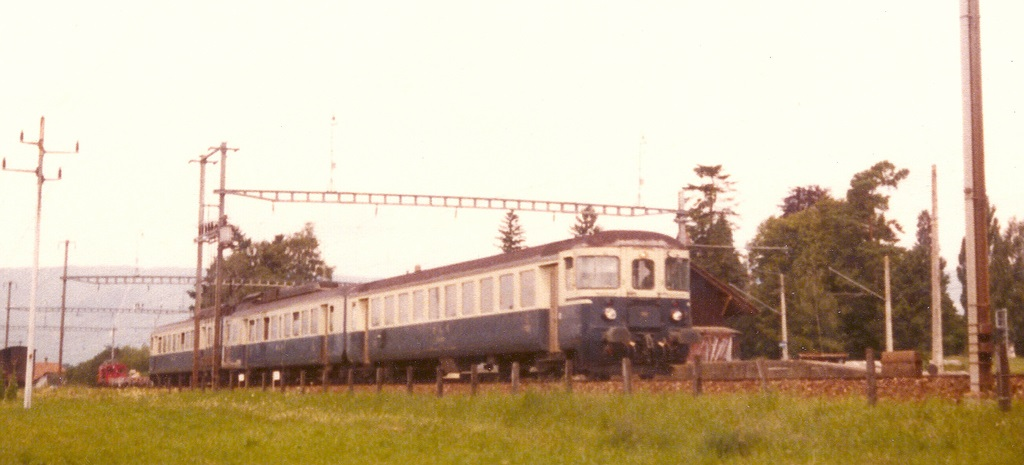
Pendelzug mit ABDe 4/8 748 und Steuerwagen Bt an der Spitze in Ins. Der Steuerwagen hat die gleiche Stirnwand wie die ABDe 4/8 751–755.

1954/55 konnte die BLS die BCFe 4/8 746–748 dem Verkehr übergeben. Die drei Triebwagen waren etwas länger als ihre Vorgänger, die Leistung wurde auf 1200 PS erhöht. Als Besonderheit besitzen die Triebwagen ein kleines Salonabteil 2. Klasse mit zwei Eckbänken à 5 Sitzplätze mit je einem Tischchen. Der mechanische Teil stammte wiederum von der SIG, die elektrische Ausrüstung lieferten SAAS und Brown, Boveri & Cie. (BBC). Die Endmontage erfolgte durch die Werkstätte Spiez der BLS. Der Transformator und weitere Teile der elektrischen Ausrüstung stammten von den 1954 ausrangierten Ce 2/4 781–783. Ursprünglich war vorgesehen, die Triebwagen mit einem Umformer 3000 V Gleichstrom/15 kV 16 ⅔ Hz auszurüsten, um unter 3000 V nach Stresa fahren zu können. Die Triebwagen wurden im Regionalverkehr zwischen Thun und Brig eingesetzt.
Als der gestiegene Verkehr im Gürbetal und auf der Lötschbergstrecke Dreiwagenzüge erforderte, wurden 1965 die aus dem Jahr 1910 stammenden elektrischen Apparate ersetzt und die Leistung von 1200 auf 1600 PS erhöht. Ab 1970 wurde der Führerstand des Wagen II entfernt und durch eine Einheitswagenplattform mit Gummiwulstübergang ersetzt. Gleichzeitig wurde im Wagen I ein Zweitklassabteil durch ein Erstklassabteil ersetzt. Die BLS verliess damit das Konzept der alleinfahrenden Triebzüge (bis zur Beschaffung der RABe 525). Anstelle der Vielfachsteuerung System SAAS wurde die Vielfachsteuerung III wie bei den Triebwagen 749–755 und den Steuerwagen Bt 950…991 eingebaut. Die Höchstgeschwindigkeit wurde auf 125 km/h angehoben und der Scherenstromabnehmer durch einen Einholmpantografen ersetzt. Die Triebzüge wurden ab 1999 bis 2003 abgebrochen.

## BCFe 4/8 749–750

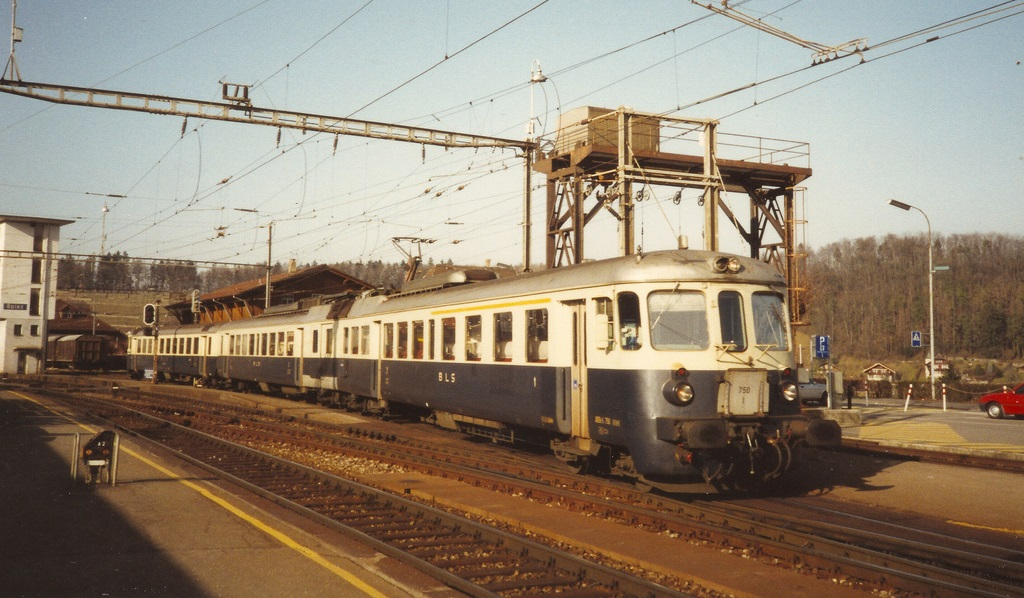
Dreiteiliger Pendelzug mit Doppeltriebwagen ABDe 4/8 750 und Steuerwagen in Spiez

1957 übergab die BLS zwei weitere Doppeltriebwagen der gleichen Lieferanten dem Betrieb. Die Leistung der beiden Fahrzeuge konnte auf 1600 PS gesteigert werden.
1967–68 wurde der Führerstand II entfernt und durch eine Einheitswagenplattform mit Gummiwulstübergang ersetzt, womit die als Alleinfahrer konzipierten Triebwagen mit einem Steuerwagen ergänzt wurden. Gleichzeitig wurden neue Seitentüren und anstelle der ursprünglichen Laufdrehgestelle mit Torsionsstabfederung und 920 mm Raddurchmesser Einheitswagen-Laufdrehgestelle mit 910 mm Raddurchmesser eingebaut. Die Höchstgeschwindigkeit wurde von 110 auf 125 km/h erhöht, so dass die Triebwagen nach Zugreihe R verkehren konnten. Der Scheren- wurde durch einen Einholmstromabnehmer ersetzt. Die beiden Triebszüge wurden 2003 abgebrochen.

## ABDe 4/8 751–755

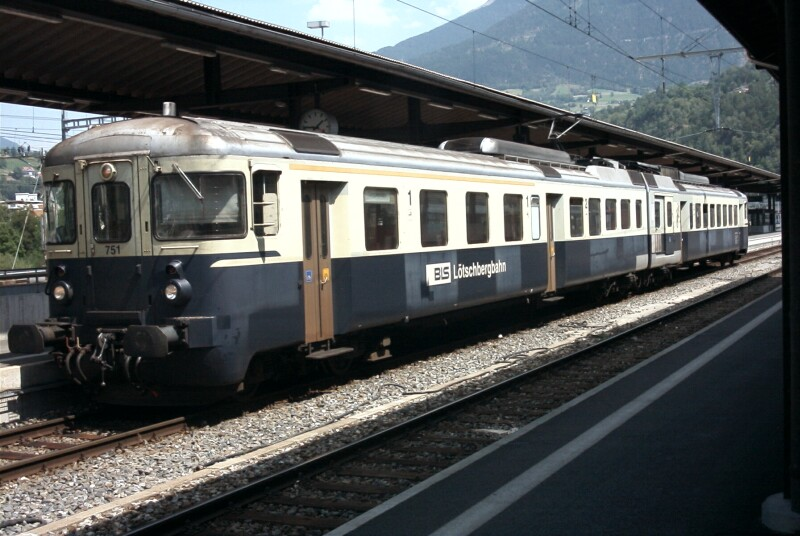
ABDe 4/8 751 im Jahr 2003 in Brig

Diese letzte, von allen Bahnen der BLS-Gruppe 1964 beschaffte Teilserie war eine Weiterentwicklung der vorher abgelieferten Fahrzeuge. Diese fünf Triebwagenzüge hatten keine geneigten Fronten mehr. In ihren Stirnwänden waren Personenübergänge mit Faltenbälgen integriert. Der gestiegene Verkehr im Gürbetal bedingte, dass die Doppeltriebwagen auf dieser Strecke mit einem Steuerwagen ergänzt wurden. Als Lieferanten kamen wieder SIG und BBC in Münchenstein zum Zug. Erstmals gelangte ein neuer BBC-Gummigelenkantrieb zum Einbau. Grosse Teile der Steuerung mit der Vielfachsteuerung III kamen von den SAAS als Unterlieferant. Die Montagearbeiten wurden wiederum in der Hauptwerkstätte der BLS in Spiez ausgeführt.
Nachträglich wurden in die Zuleitungen zu den Fahrmotoren Siliziumgleichrichter und Glättungsdrosseln eingebaut und die Wechselstrommotoren mit Wellenstrom betrieben. Damit wurden die unangenehmen Kasten-Vibrationen gedämpft, die von den Drehmoment-Pulsationen der Fahrmotoren angeregt wurden. Später ersetzte man die bisherigen Scherenstromabnehmer durch neue Einholmstromabnehmer.
Am 9. November 1993 fuhr der ABDe 4/8 755 mit dem Steuerwagen Bt 950 zwischen Spiez und Zweisimmen in einen von der Strasse abgekommen und mit Treibstoff beladenen Lastwagen der Schweizer Armee. Durch die Kollision geriet die Ladung in Brand und beschädigte alle beteiligten Fahrzeuge, worauf sie abgebrochen wurden. Die übrigen vier Triebzüge wurden 2003 ausrangiert und bis 2005 abgebrochen.